# Selección de polo de Brasil
La Selección de polo de Brasil es el representativo de Brasil para las competencias de polo en el mundo. Brasil ostenta el segundo lugar en cantidad de títulos mundiales después de la Selección de polo de Argentina.
Brasil cuenta con buenos jugadores de polo que juegan tanto en la poderosa liga local como en las competiciones europeas, sobre todo la de Inglaterra. El desarrollo del polo no fue muy rápido en Brasil, donde es considerado un deporte de elite. Por eso no asistieron a los Juegos Olímpicos cuando este deporte participaba en esos juegos. Sin embargo durante mediados del siglo XX se comenzó a disputar el polo a mayor nivel en Brasil, pero lejos del nivel de sus grandes rivales, como Argentina.

## Brasil en los mundiales
Brasil ha ganado tres mundiales, ha sido tres veces segundo y dos veces tercero. Ha participado en todos los mundiales, menos en 1989, 1992, 2017 y 2022.
| Campeonato Mundial de Polo | Campeonato Mundial de Polo | Campeonato Mundial de Polo | Campeonato Mundial de Polo | Campeonato Mundial de Polo | Campeonato Mundial de Polo |
| -------------------------- | -------------------------- | -------------------------- | -------------------------- | -------------------------- | -------------------------- |
| 1987:                      | Medalla de bronce          | 1989:                      | No clasificó               | 1992:                      | No clasificó               |
| 1995:                      | Medalla de oro             | 1998:                      | Medalla de plata           | 2001:                      | Medalla de oro             |
| 2004:                      | Medalla de oro             | 2008:                      | Medalla de plata           | 2011:                      | Medalla de plata           |
| 2015:                      | Medalla de bronce          | 2017:                      | No clasificó               | 2022:                      | No clasificó               |